# Orban
Orban ali Urban, inženir iz Brașova, Vlaška, Ogrsko kraljestvo, po poreklu Vlah ali Dačan, ki je ulil izjemno velike topove za osmansko obleganje Konstantinopla leta 1453, * ni znano, † 1453.
Leta 1452 je svoje usluge ponudil najprej Bizantincem, toda cesar Konstantin XI. ni imel niti denarja za plačilo njegovih uslug niti gradiv za izdelavo tako velikega oblegovalnega topa. Orban se je nato obrnil na sultana Mehmeda II., ki se je že pripravljal na obleganje Konstantinopla, z zagotovilom, da lahko njegov top razstreli tudi "obzidje samega Babilona". Sultan je njegovo ponudbo sprejel in Orban je v treh mesecih v Adrianoplu ulil top, katerega je moralo v Konstantinopel vleči kar šestdeset volov. Medtem je Orban za osmanske oblegovalce ulil še drug top.
Tehnologija ulivanja bombard, ki so jo, večinoma nemški, tehniki uporabili najprej za ogrsko vojsko, se je od leta 1400 do 1450 razširila po celi zahodni Evropi in temeljito spremenila  oblegovalno vojskovanje. Nekaj bombard iz tistega obdobja, med njimi Dulle Griet, Mons Meg in Pumhart von Steyr, se je ohranilo. 
Orban je bil skupaj z vso posadko najverjetneje ubit v eksploziji topa med obleganjem Konstantinopla, kar ni bilo v tistih časih nič nenavadnega.